# Écluse du Béarnais
L'écluse du Béarnais est la première écluse du canal du Midi située sur la commune de Toulouse dans la Haute-Garonne. Construite vers 1670, elle se trouve à 1,1 km des Ponts-Jumeaux, point de départ et de jonction avec le canal latéral à la Garonne et le canal de Brienne à Toulouse.
L'écluse du Béarnais, ascendante dans le sens ouest-est, se trouve à une altitude de 135 m. L'écluse adjacente est l'écluse des Minimes à l'est et les Ponts-Jumeaux à l'ouest, point de départ du canal du Midi.